# Boncukgöze, Karlıova
Boncukgöze là một xã thuộc huyện Karlıova, tỉnh Bingöl, Thổ Nhĩ Kỳ. Dân số thời điểm năm 2010 là 342 người.